# Malm (geologia)
| okres / system                         | epoka / oddział   | wiek / piętro | Wiek (mln lat) |
| -------------------------------------- | ----------------- | ------------- | -------------- |
| kreda                                  | wczesna           | berrias       | młodsze        |
| jura                                   | górna (malm)      | tyton         | 145,0–152,1    |
| jura                                   | górna (malm)      | kimeryd       | 152,1–157,3    |
| jura                                   | górna (malm)      | oksford       | 157,3–163,5    |
| jura                                   | środkowa (dogger) | kelowej       | 163,5–166,1    |
| jura                                   | środkowa (dogger) | baton         | 166,1–168,3    |
| jura                                   | środkowa (dogger) | bajos         | 168,3–170,3    |
| jura                                   | środkowa (dogger) | aalen         | 170,3–174,1    |
| jura                                   | wczesna (lias)    | toark         | 174,1–182,7    |
| jura                                   | wczesna (lias)    | pliensbach    | 182,7–190,8    |
| jura                                   | wczesna (lias)    | synemur       | 190,8–199,3    |
| jura                                   | wczesna (lias)    | hettang       | 199,3–201,3    |
| trias                                  | późny             | retyk         | starsze        |
| Podział jury według ICS, sierpień 2012 |                   |               |                |

Malm (jura biała) – nieformalne określenie całej jury górnej, początkowo niektórzy geolodzy zaliczali do malmu także utwory starszego piętra - keloweju. W starszych publikacjach geologicznych był traktowany jako najwyższy oddział systemu jurajskiego. We współczesnych (z XXI w.) tabelach stratygraficznych nie jest stosowany. 
Nazwa „malm” pochodzi od angielskiej gwarowej nazwy, używanej przez miejscowych kamieniarzy na miękką odmianę wapienia. Zasięg stratygraficzny malmu był w XIX w. różnie definiowany: Friedrich August Quenstedt zaliczał do niego skały trzech pięter tworzących we współczesnych podziałach jurę górną (oksford, kimeryd, portland), podczas gdy Albert Oppel dodatkowo obejmował tym pojęciem także skały keloweju. Później, w tym jeszcze w latach 60. XX w., był traktowany jako synonim jury górnej. We współczesnych (z XXI w.) tabelach stratygraficznych nie jest stosowany, a najwyższy oddział jury nosi nazwę jury górnej. 